# Stephanie Rehe
Stephanie Rehe (* 5. November 1969 in Fontana, Kalifornien) ist eine ehemalige US-amerikanische Tennisspielerin.

## Karriere
1984 gewann sie den Titel im Juniorinnendoppel von Wimbledon. Das Finale gewann sie an der Seite von Caroline Kuhlman mit 6:3, 7:5 und 6:4 gegen Wiktorija Milwidskaja/Laryssa Sawtschenko.
Während ihrer Tennislaufbahn gewann sie fünf Einzel- und zwei Doppeltitel auf der WTA Tour. Das Doppel-Halbfinale bei den Australian Open 1992 war ihr größter Grand-Slam-Erfolg. Sie erreichte im Einzel und Doppel Platz zehn in der Weltrangliste. 1993 beendete sie ihre Karriere.

## Turniersiege

### Einzel
| Nr. | Datum              | Turnier        | Kategorie  | Belag           | Finalgegnerin     | Ergebnis      |
| --- | ------------------ | -------------- | ---------- | --------------- | ----------------- | ------------- |
| 1.  | 15. September 1985 | Salt Lake City | WTA        | Hartplatz       | Camille Benjamin  | 6:2, 6:4      |
| 2.  | 10. November 1985  | Tampa          | WTA        | Hartplatz       | Gabriela Sabatini | 6:4, 6:7, 7:5 |
| 3.  | 18. Oktober 1985   | San Juan       | WTA        | Hartplatz       | Camille Benjamin  | 7:5, 7:6      |
| 4.  | 24. April 1988     | Taipeh         | WTA Tier V | Teppich (Halle) | Brenda Schultz    | 6:4, 6:4      |
| 5.  | 7. August 1988     | San Diego      | WTA Tier V | Hartplatz       | Ann Grossman      | 6:1, 6:1      |

### Doppel
| Nr. | Datum        | Turnier      | Kategorie   | Belag     | Partnerin            | Finalgegnerinnen                | Ergebnis      |
| --- | ------------ | ------------ | ----------- | --------- | -------------------- | ------------------------------- | ------------- |
| 1.  | 26. Mai 1991 | Straßburg    | WTA Tier IV | Sand      | Lori McNeil          | Manon Bollegraf Mercedes Paz    | 6:7, 6:4, 6:4 |
| 2.  | 1. März 1992 | Indian Wells | WTA Tier II | Hartplatz | Claudia Kohde-Kilsch | Jill Hetherington Kathy Rinaldi | 6:3, 6:3      |

## Persönliches
Beide Elternteile kommen aus Deutschland. Ihre Mutter ist Hausfrau und ihr Vater ist Tierarzt.

## Auszeichnungen
- WTA-Neuling des Jahres 1986
- WTA-Rückkehrerin des Jahres 1991